# Peter Schwartze

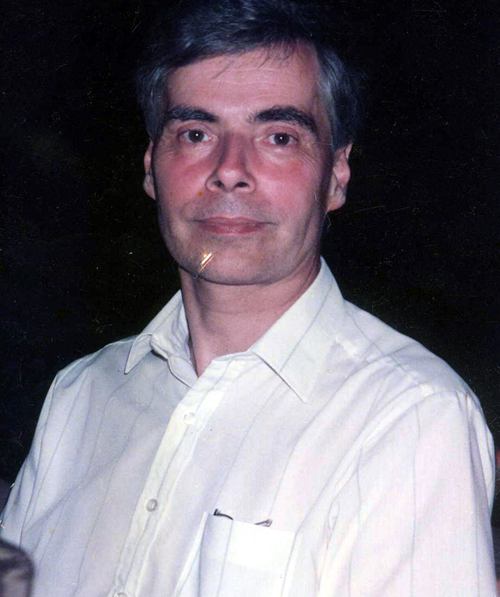
Peter Schwartze (1988)

Peter Schwartze (* 23. Mai 1931 in Bad Salzuflen) ist ein deutscher Arzt. Er war von 1980 bis 1992 Direktor des Carl-Ludwigs-Institutes für Physiologie an der Universität Leipzig.

## Leben
Schwartze wurde als Sohn eines Pastors 1931 in Bad Salzuflen geboren. Nach dem Zweiten Weltkrieg absolvierte er die Oberschule in der sowjetischen Besatzungszone. 1946 trat er dabei kurz nach ihrer Gründung in die Freie Deutsche Jugend ein, 1947 wurde er Mitglied des Kulturbundes. Nach dem Abitur wurde Schwartze 1950 zum Medizinstudium zugelassen, welches er bis 1957 an den Universitäten Rostock, Greifswald und Leipzig absolvierte. Während des Studiums wurde er 1954 Mitglied der Sozialistischen Einheitspartei Deutschlands. Mit der Dissertation Doppelstreßeffekte bei kastrierten, sexualhormonbehandelten männlichen und weiblichen Albinoratten, gezeigt an den histologischen Veränderungen der Schilddrüse, Nebenniere und Hypophyse wurde Schwartze 1957 in Leipzig zum Dr. med. promoviert. Anschließend bekam er 1958 in den VEB Bleierzgruben „Albert Funk“ in Halsbrücke eine erste Anstellung als Ambulanz- und Betriebsarzt. Nach dieser Bewährung in der Praxis wechselte Schwartze bereits 1959 als Assistenzarzt in die Kinderklinik der Krankenanstalten in der benachbarten Bergbaustadt Freiberg, wo er bis 1962 tätig war und eine Fachausbildung zum Kinderarzt absolvierte. Danach wechselte er an den Bereich Medizin der damaligen Karl-Marx-Universität Leipzig, wo er 1966 seine Ausbildung zum Facharzt für Physiologie abschloss. 1969 wurde er habilitiert und zum Oberarzt ernannt. Ab 1974 wirkte Schwartze zunächst als Hochschuldozent und erhielt 1978 den ersten Lehrstuhl für Pathologische Physiologie an der Leipziger Universität. Nach dem Tod von Hans Drischel wurde Schwartze die Leitung des renommierten Carl-Ludwig-Instituts für Physiologie übertragen. 
Als Leiter dieses auch international angesehenen Instituts kandidierte Schwartze 1981 zu den Volkskammerwahlen erstmals für den Kulturbund der DDR als Nachfolgekandidat. 1982 rückte er für den verstorbenen Alexander Abusch nach und wurde Abgeordneter der Volkskammer. Zu den Volkskammerwahlen 1986 wurde er erneut zum Abgeordneten der Volkskammer gewählt.
Während der politischen Wende gehörte Schwartze einem zeitweiligen Ausschuss der Volkskammer an, der Amtsmissbrauch, Korruption und persönliche Bereicherungen untersuchen sollte. 1992 wurde Schwartze von seiner Direktorenfunktion abberufen, Nachfolgerin wurde Edith Göpfert.

## Veröffentlichungen
- Experimentelle Untersuchungen über die Elektroontogenese des Gehirns. Unter besonderer Berücksichtigung der Beziehungen zwischen elektrographischer Weckreaktion und der Entwicklung des Riechsinnes. Karl-Marx-Universität Leipzig 1970 (Habilitationsschrift).
- (zusammen mit Hannelore Schwartze): Physiologie des Foetal-, Neugeborenen- und Kindesalters. Eine Einführung. Akademie-Verlag, Berlin 1977.
- Hans Drischel, der Physiologe und akademische Lehrer. In: Wissenschaftliche Zeitschrift der Karl-Marx-Universität Leipzig. Mathematisch-Naturwissenschaftliche Reihe 29, Heft 2 (1980), S. 81–90.
- Mechanismen und physiologische Parameter der Hirnfunktionsstörungen. In: Pädiatrie und Grenzgebiete, 19 (1980), S. 31–42.
- (zusammen mit Yannis Laouris und J. Kalli-Laouri): The postnatal development of the air-righting reaction in albino rats. Quantitative analysis of normal development and the effect of preventing nec-torso and torsopelvis rotations. In: Behavioural Brain Research, 37 (1990), S. 37–44.
- (zusammen mit Yannis Laouris und J. Kalli-Laouri): The influence of altered head, thorax and pelvis mass on the postnatal development of the air-righting reaction in albino rats. In: Behavioural Brain Research, 38 (1990), S. 185–190.
- Geschichte des Instituts für Pathologische Physiologie an der Universität Leipzig: Die Entwicklung einer Wissenschaftskonzeption und ihre Verwirklichung 1956 bis 1992. Frank & Timme, Berlin 2015, ISBN 978-3-7329-0167-8.